# Max Baumann
Max Baumann (ur. 10 czerwca 1877 w Gdańsku, zm. 26 lipca 1953) – gdański artysta teatralny narodowości żydowskiej. Jego dziadek Selig Pincus był mistrzem krawieckim oraz członkiem cechu, a jego ojciec Izrael Isidor był krawcem oraz prowadził sklep ze starzyzną.
Po skończeniu gimnazjum państwowego w Gdańsku w 1895 Max Baumann rozpoczął studia prawnicze na Królewskim Uniwersytecie Fryderyka Wilhelma w Berlinie, kontynuował je na Królewskim Uniwersytecie Alberta w Królewcu. W 1899 roku w Gdańsku otworzył własne biuro notarialne, które prowadził do listopada 1938 roku. Jego pasją był jednak teatr, pisał sztuki teatralne, drobne sceny oraz dialogi publikowane w gdańskich gazetach.
W 1923 roku ukazała się jego pierwsza sztuka pod tytułem „Kampf um Danzig” która opowiada o walce jaką stoczył Gdańsk z królem Zygmuntem Augustem.
W 1937 roku w Teatrze Miejskim w Łodzi miała miejsce prapremiera jego autorskiej sztuki pod tytułem „Glückel van Hameln fordert gerechtigkeit” w którym zagrała popularna w kręgach żydowskich aktorka Ida Kamińska. Sprawiło to, że dzieło stało się jedną z jego najbardziej rozpoznawalnych sztuk.
Max Baumann w 1938 opuścił wraz z żoną Polskę. W 1939 roku wyemigrował do Wielkiej Brytanii, skąd w 1948 roku przeniósł się do Szwecji, gdzie zmarł 26 lipca 1953 roku. Został pochowany na cmentarzu żydowskim Södra w Sztokholmie.
Najważniejsze sztuki teatralne
- „Kampf um Danzig” (1923)
- „Glückel van Hameln fordert gerechtigkeit” (1937)
- „Morgengrauen” (1938)
- „Kiwa’s Schnke”
- „Neues Ägypten”[6]